# Côte d'Azur

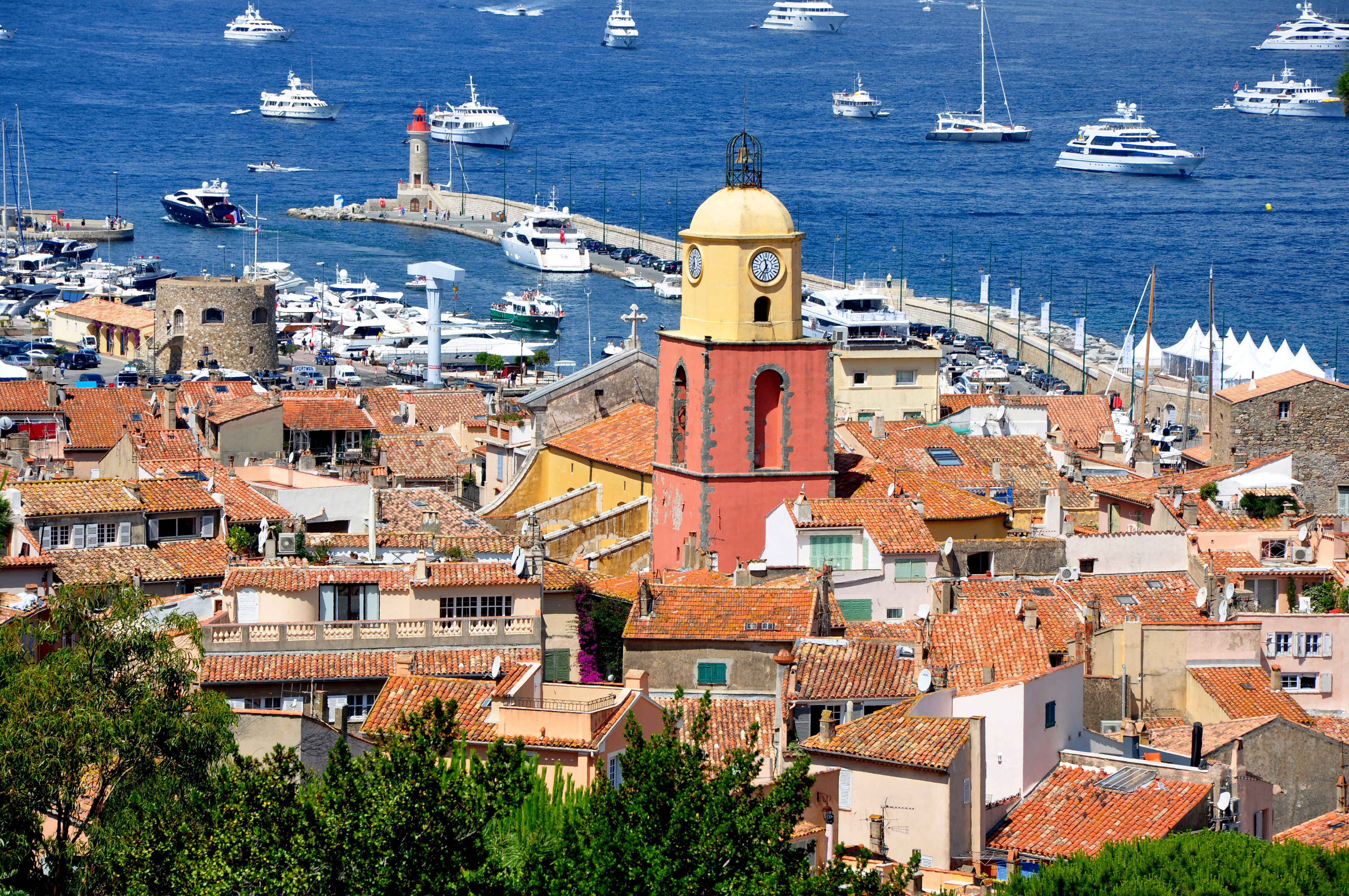
Saint-Tropez

Met de Côte d'Azur (of Azurenkust; Occitaans: Còsta d'Azur) wordt het oostelijke deel van de Franse en Monegaskische Middellandse Zeekust aangeduid. Ze is een traditioneel vakantiegebied. Het gebied staat bekend als een van de duurste en meest luxueuze plekken van de wereld. Vele beroemdheden en rijken hebben een huis aan de Côte d'Azur.

## Geschiedenis

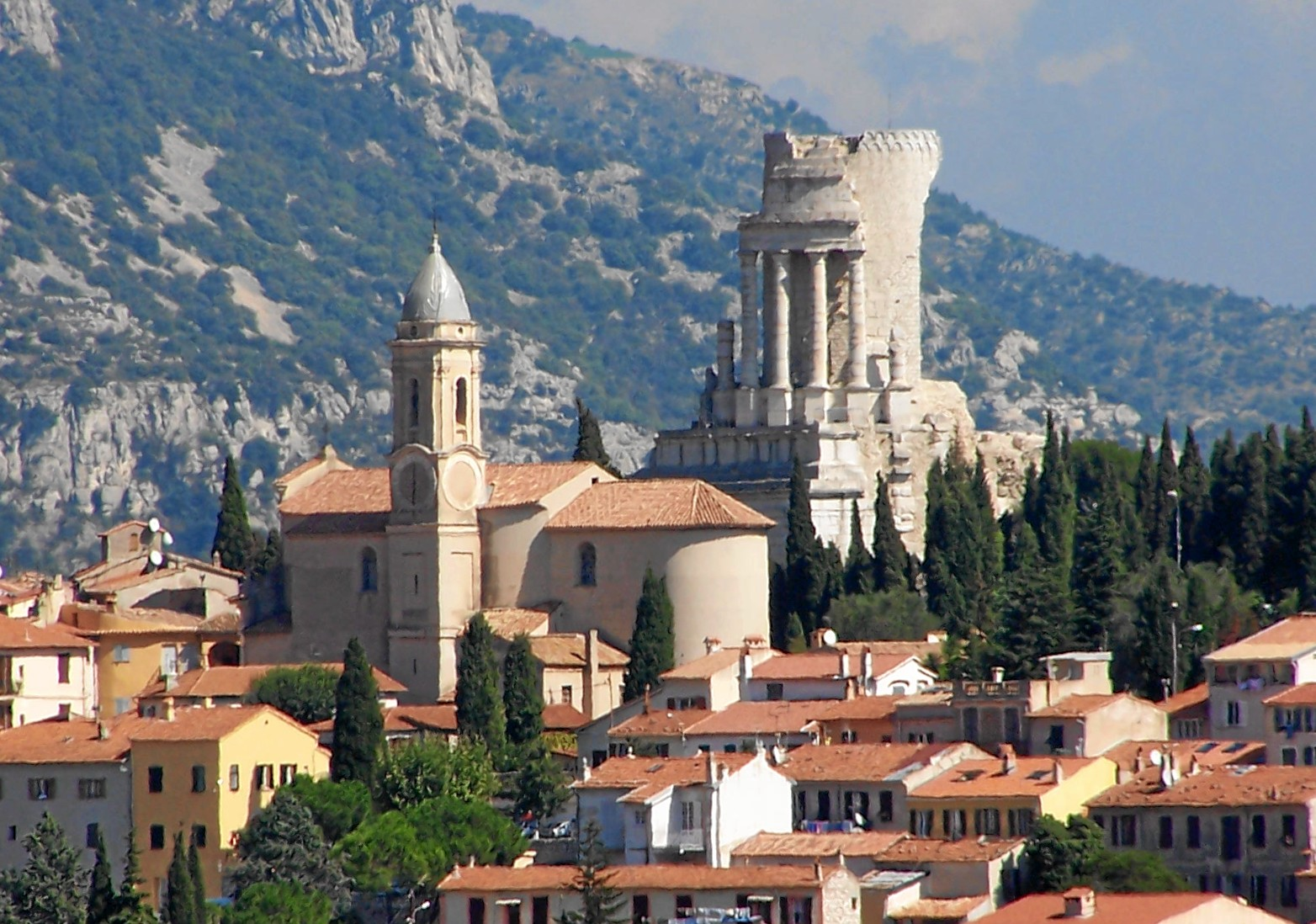
uprightDe Trofee van de Alpen gebouwd in 6 v.Chr. in opdracht van Keizer Augustus nadat de zuidelijke Alpen waren veroverd.

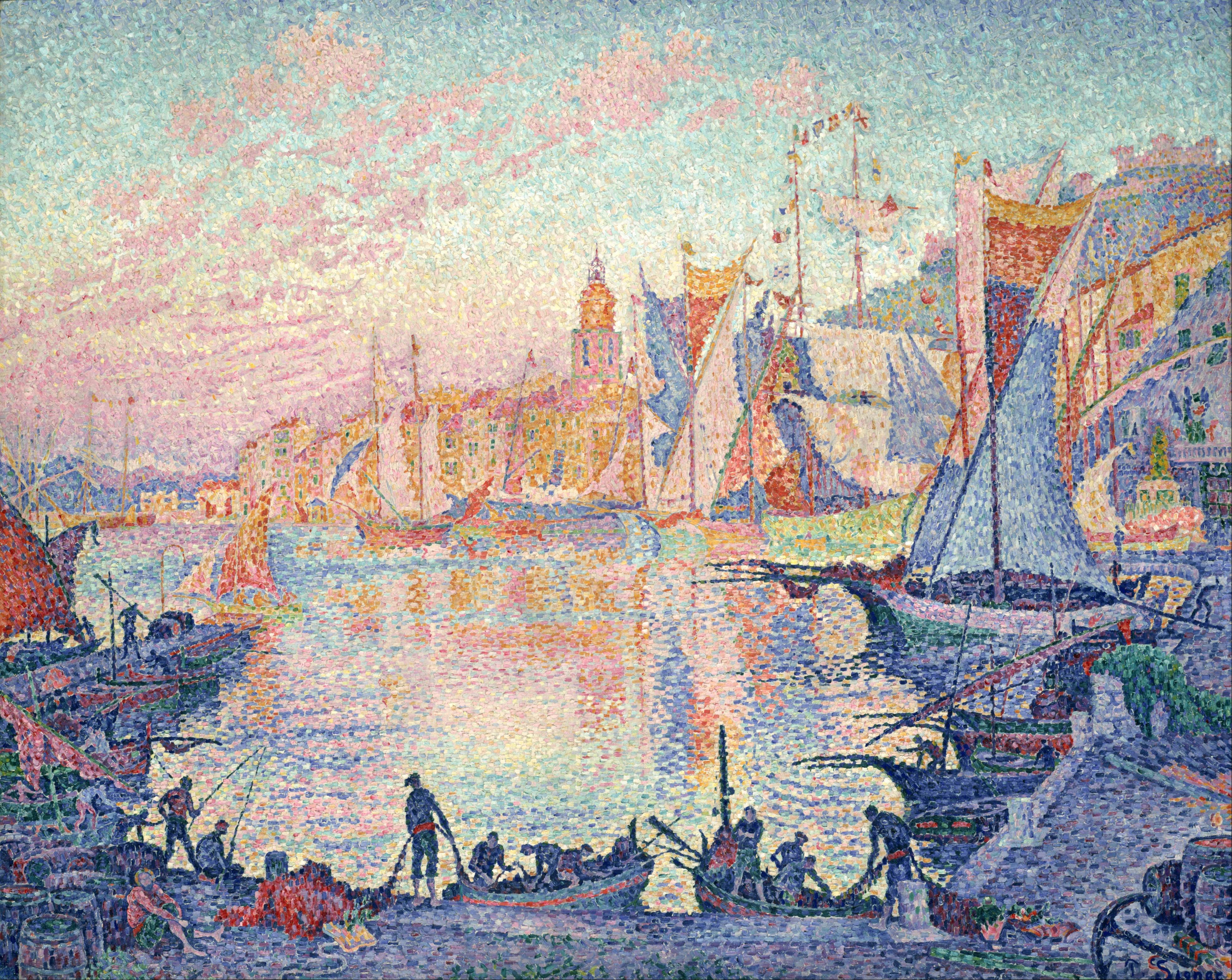
uprightDe haven van Saint-Tropez, geschilderd door Paul Signac omstreeks 1901

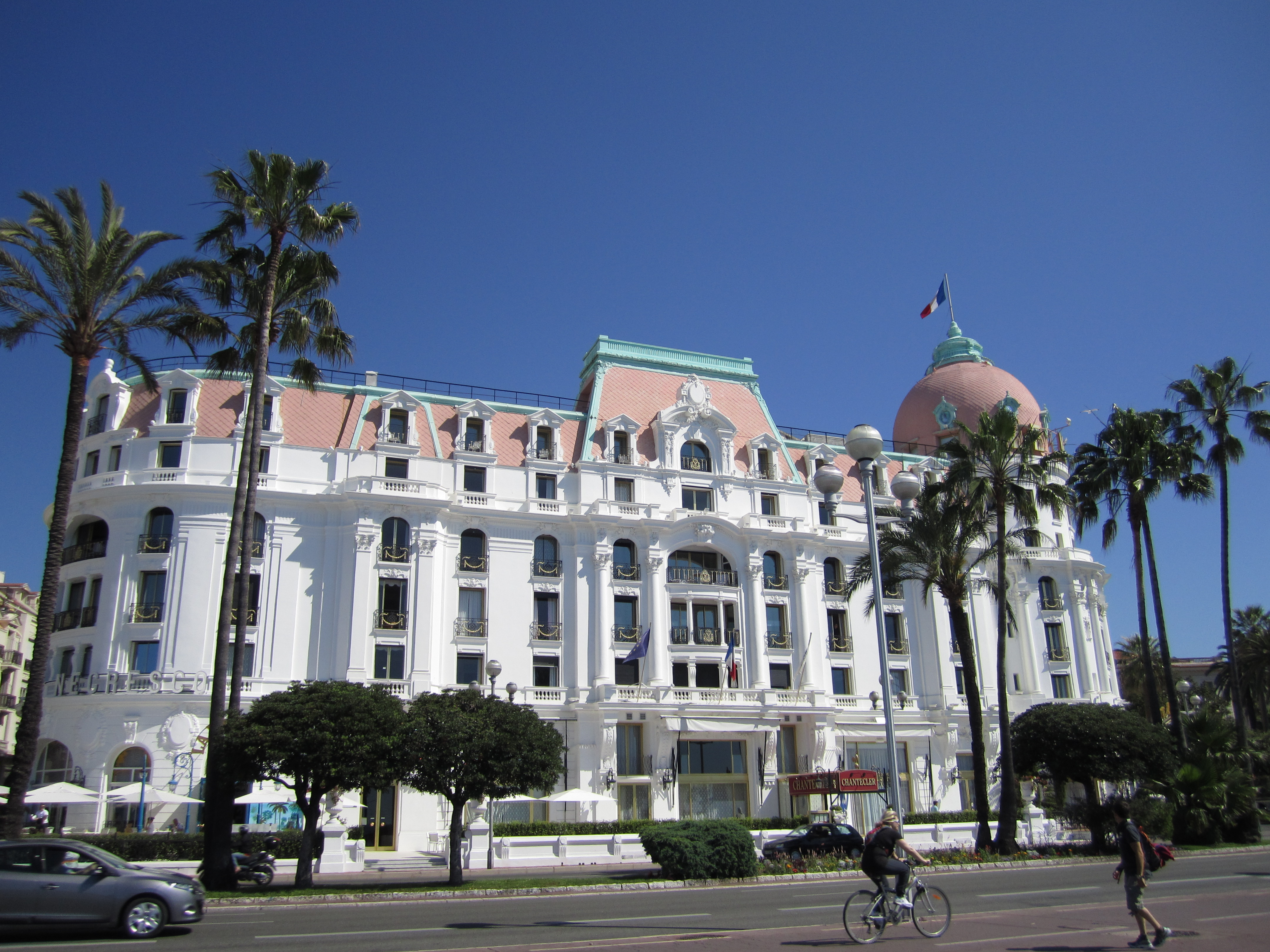
uprightHotel Negresco in Nice, geopend in 1913, aan de Promenade des Anglais waar de Engelsen rondwandelden

Vanaf de 7e eeuw v.Chr. bouwden de Grieken de eerste handelsposten langs de kust. O.a. Antipolis (Antibes) en Nicaea (Nice) rond 350 v.Chr. werden toen gesticht. Deze zouden concurreren met de Feniciërs en de Etrusken.
Rond 8 v.Chr. kwam het hele kustgebied onder Romeins bestuur als de provincie Gallia Narbonensis. Vanaf halverwege de 3e eeuw (crisis van de derde eeuw) werd het gebied onveiliger door invasies van Germanen. In de 5e eeuw volgde de val van het West-Romeinse Rijk waarna het gebied een gevaarlijke periode inging.
In 879 werd het koninkrijk Provence gesticht, waar ook de Côte d'Azur onder viel. In 1271 werd het huis Grimaldi verbannen uit Genua, waarna zij de macht grepen in Antibes,  Grimaud en Cagnes-sur-Mer. In 1297 veroverden zij de Rots van Monaco waarmee de staat Monaco werd gesticht waar de Grimaldi's nog steeds aan de macht zijn.
In 1388 kwam het gebied ten oosten van de rivier de Var, waar ook de stad Nice onder viel, in handen van het huis Savoye. Het zou tot 1860 duren voordat Nice, na een referendum, weer definitief bij Frankrijk gevoegd zou worden. In 1486 werd de Provence en daarmee ook een groot deel van de Côte d'Azur onderdeel van Frankrijk.
Tot aan het eind van de 18e eeuw zou het een verarmd gebied blijven. Vanaf dat moment werd het steeds meer een plek waar met name rijke Russen en Engelsen kwamen overwinteren. In 1864 werd Nice verbonden met een spoorlijn en kwam de stroom met rijke toeristen op gang. In Monaco werd een casino en hotels gebouwd.
In eerste instantie was deze regio een plek waar de adel kwam overwinteren, maar vanaf de jaren twintig van de twintigste eeuw werd deze ook steeds meer een zomerbestemming en werd deze steeds meer bezocht door Amerikaanse beroemdheden en industriëlen. Vanaf 1922 reed de luxueuze Train Bleu van Calais naar Nice en het Italiaanse Ventimiglia.
Tijdens de Tweede Wereldoorlog vond op 15 augustus 1944 Operatie Dragoon plaats met meerdere geallieerde landingen op de Côte d'Azur. Saint-Tropez werd daarbij zwaar beschadigd en werd daarna weer herbouwd.

## Cultuur
De Côte d'Azur was niet alleen voor de rijken, maar ook voor schrijvers van de Lost Generation die de kuststreek meer bekendheid gaven. Reeds sinds de 19e eeuw werd het gebied bezocht door kunstschilders zoals Paul Signac, Henri Matisse, Claude Monet en Pablo Picasso.
Sinds 1946 wordt elk jaar het Filmfestival van Cannes gehouden. De film Le Gendarme de Saint-Tropez uit 1964 en de zes vervolgfilms gaven de stad Saint-Tropez en haar naaktstrand grote bekendheid. Een andere bekende film is To Catch a Thief.
Bekende gerechten uit de regio zijn bouillabaisse, salade niçoise en tarte tropézienne.

## Locatie en naam
De afbakening is niet helemaal duidelijk. De Côte d'Azur begint bij de Frans-Italiaanse grens en eindigt afhankelijk van de definitie ergens tussen Saint-Tropez en Cassis. De Côte d'Azur wordt abusievelijk Franse Rivièra genoemd; de eigenlijke Franse Rivièra beslaat alleen het oostelijke deel van de Côte d'Azur, de kust van het oude graafschap Nice, van de monding van de rivier de Var tot en met Menton. De Côte d'Azur vormt de zuidwestkust van de Provence.
De term Côte d'Azur werd bedacht door Stéphen Liégeard (1830-1925), als Frans alternatief voor het door Italianen en Engelse toeristen gebruikte Italiaanse Riviera. Liégeard duidde er de Middellandse Zeekust van Marseille tot Genua mee aan.
Later werd er een kleiner stuk kust mee bedoeld, in het westen soms beginnend bij Marseille⁣, maar vaker bij Cap Camarat (bij Saint-Tropez) of pas bij Théoule-sur-Mer, doorlopend tot aan de Italiaanse grens.

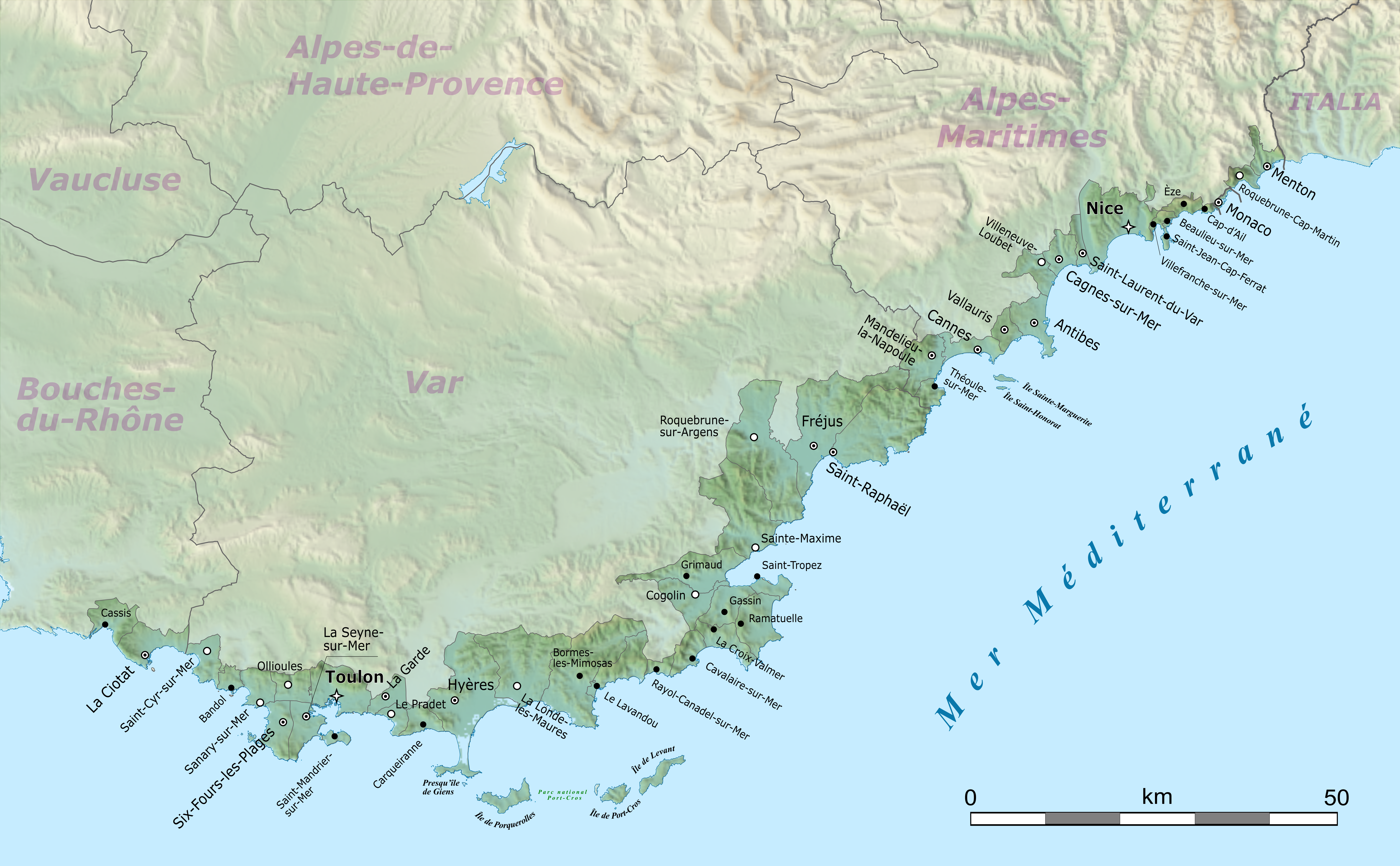
Kaart

## Plaatsen

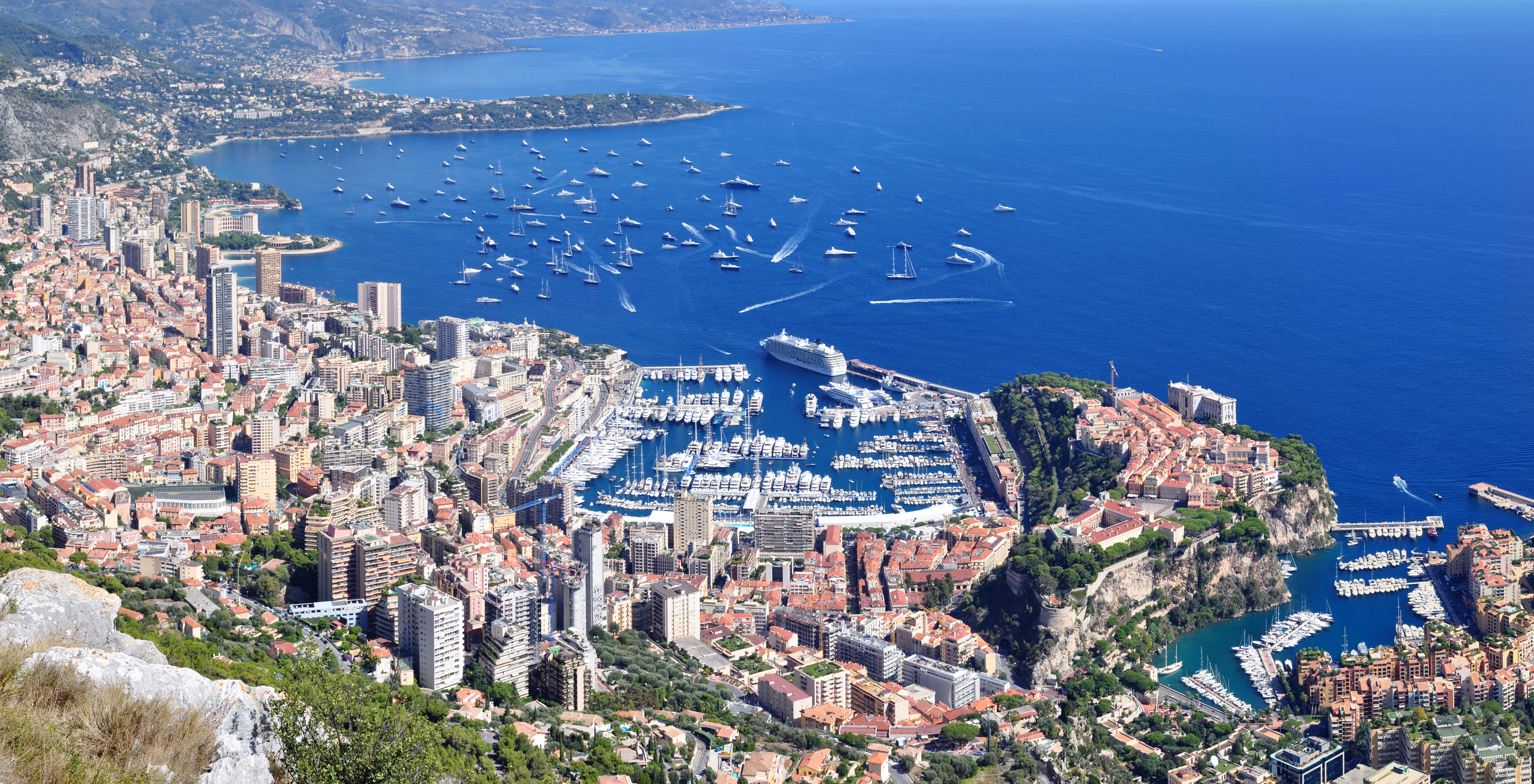
Uitzicht over Monaco vanaf het in Frankrijk gelegen La Turbie

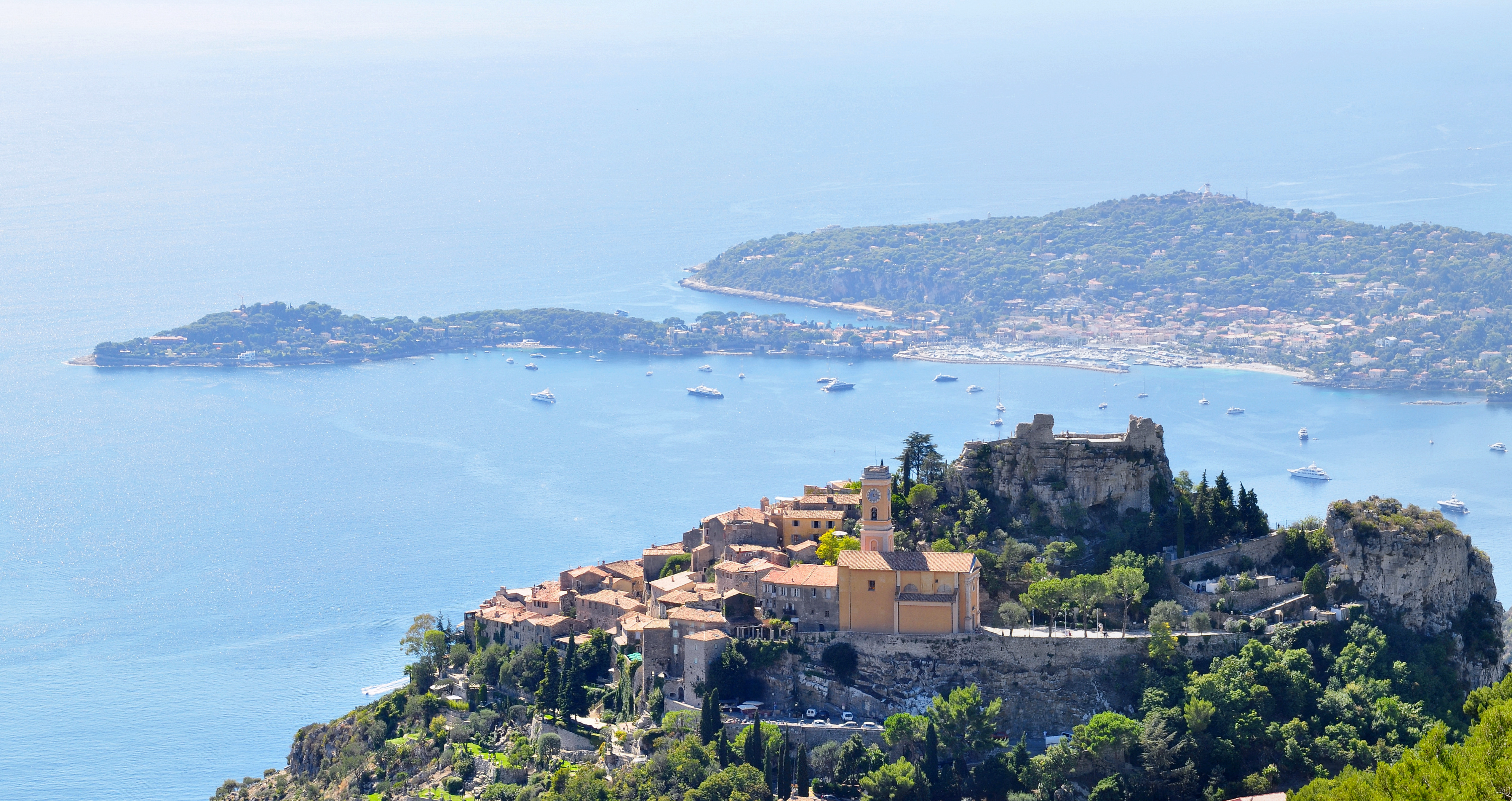
Het dorp Èze op een meer dan vierhonderd meter hoge rots, met op de achtergrond Cap Ferrat

Nice is met meer dan 300.000 inwoners de grootste stad aan de Côte d'Azur. Hier bevindt zich ook de Aéroport Nice Côte d'Azur, het op twee na belangrijkste vliegveld van Frankrijk. Ook het ministaatje Monaco behoort tot de regio. Voor de kust van Hyères liggen de Îles d'Hyères.
Plaatsen aan de Côte d'Azur, van west naar oost:
- Hyères
- Saint-Tropez
- Sainte Maxime
- Les Issambres
- Saint-Raphaël
- Cannes
- Juan-les-Pins
- Antibes
- Biot
- Sophia Antipolis
- Nice
- Villefranche-sur-Mer
- Saint-Jean-Cap-Ferrat
- Beaulieu-sur-Mer
- Èze
- Fontvieille
- Monaco-Ville
- La Condamine
- Monte-Carlo
- Menton